# Sweep (sportterm)

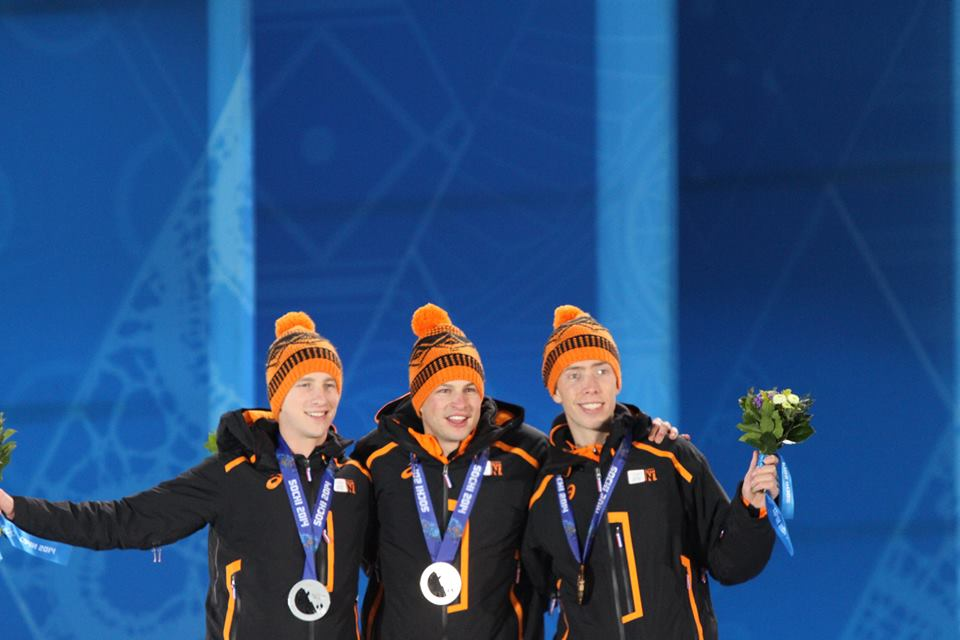
Een Nederlandse clean sweep op de 5000 meter schaatsen voor mannen tijdens de Olympische Winterspelen 2014.

Sweep (ook wel: clean sweep) is een term die oorspronkelijk afkomstig is uit 'Amerikaanse' sporten zoals honkbal, basketbal en ijshockey. Men spreekt van een sweep als een team alle wedstrijden van een play-offserie wint. Dit is bijvoorbeeld het geval bij een 4-0-overwinning in een best-of-seven-serie.
De term wordt ook in bredere zin gebruikt wanneer een land, team of sporter alle mogelijke prijzen in een bepaalde competitie wint. Bijvoorbeeld de gouden, zilveren en bronzen medaille. Dit verschijnsel kreeg algemene bekendheid in Nederland tijdens de Olympische Winterspelen van 2014 in Sotsji, toen Nederland tijdens het schaatstoernooi viermaal alle drie de medailles won, tijdens de 5000m mannen, de 500m mannen, de 1500m vrouwen en de 10000m mannen. Ook op de Olympische Winterspelen van 2018 in Pyeongchang was er een volledig oranje podium op de eerste dag. Op de 3000m bij de vrouwen won Nederland alle medailles.
In datzelfde jaar was er ook een volledig oranje podium tijdens het WK wielrennen op de weg in Innsbruck bij de individuele tijdrit voor de  vrouwen. Annemiek van Vleuten won goud, Anna van der Breggen won zilver en Ellen van Dijk won brons.
In 2016 zorgde darter Michael van Gerwen voor een clean sweep door in dat jaar alle negen grote dartstoernooien van de PDC, inclusief het WK, op rij te winnen.